# Zajezdnia TCz-1 (Jekaterynburg)
Zajezdnia TCz-1 Jekaterynburskiego Metra (ros: Электродепо ТЧ-1), zwana też Zajezdnią Kalinowskoje (ros: Электродепо Калиновское) – zajezdnia obsługująca jedyną linię znajdującego się w Jekaterynburgu systemu metra. 

## Charakterystyka
Budowa zajezdni ruszyła wraz z budową całego metra w Jekaterynburgu na początku lat osiemdziesiątych XX wieku. Pierwszy pociąg w testową podróż wyjechał z zajezdni 30 grudnia 1990 roku. Kalinowskoje została oficjalnie uruchomiona 27 kwietnia 1991 roku, a zlokalizowana jest w jekaterynburskim rejonie ordżonkidzewskim. Posiada też połączenie z jedną z Kalinowką, jedną z mniejszych stacji kolejowych znajdujących się na tym terenie. Zajezdnia TCz-1 jest jedyną obecnie zajezdnią, która stanowi zaplecze dla linii metra w mieście. Najbliższą stacją systemu metra z którą TCz-1 ma połączenie jest stacja Prospekt Kosmonautów. Na kompleks budynków całej zajezdni Kalinowskoje składają się m.in. stacja naprawcza dla taboru, stacja postojowa dla wagonów metra, magazyny przechowujące części zamienne oraz pomieszczenia biurowe.